# Adolphsdorf
Adolphsdorf (plattdeutsch Adelsdorp) ist ein Ortsteil der Gemeinde Grasberg im niedersächsischen Landkreis Osterholz. Der Ort liegt nördlich des Kernortes Grasberg. Südlich verläuft die Landesstraße L 133.

## Geschichte
Der Ort wurde 1800 im Rahmen der Moorkolonisierung des Teufelsmoores gegründet. Im Jahr 1910 lebten dort 419 Einwohner, 1939 waren es 409. Die Gemeinde Adolphsdorf bestand bis 1974 und wurde dann in Grasberg eingegliedert.